# 浅野倫久
浅野 倫久（あさの みちひさ、1980年3月6日 - ）は、日本の男性元総合格闘家。岐阜県出身。KRAZY BEE所属。山梨学院大学卒業。
左上腕には「大和魂」と刺青を入れている。
総合格闘家浅野篤司は実弟。

## 来歴
2003年9月28日、修斗グラップリングオープントーナメント ライト級（15人参加）に出場。1回戦、2回戦、準決勝と判定勝ちするも、決勝で秋本じんに1R2分52秒ヒールホールドで一本負けし、準優勝となった。
2004年2月29日、第1回全日本修斗グラップリング選手権大会 ライト級（13人参加）に出場。決勝で秋本じんに敗れ、準優勝となった。
2004年12月12日、パンクラス・ゲート×2で柳澤雅樹と対戦し、アンクルホールドで一本負け。
2005年7月29日、K-1 WORLD GP 2005 in HAWAIIでプロデビュー。総合格闘技ルールのオープニングファイトでスティーブン・オカノと対戦し、フロントチョークで一本勝ち。
2005年11月5日、HERO'Sのオープニングファイトでソン・オンシクと対戦し、腕ひしぎ十字固めで一本負け。
2006年10月25日、初参戦となったパンクラスで藤原大地と対戦し、膝十字固めで一本負け。以降、パンクラスを主戦場とした。
2008年7月7日付けで弟・篤司とともに引退した。

## 戦績

### プロ総合格闘技
| 総合格闘技 戦績 | 総合格闘技 戦績 | 総合格闘技 戦績 | 総合格闘技 戦績 | 総合格闘技 戦績 | 総合格闘技 戦績 | 総合格闘技 戦績 |
| --------------- | --------------- | --------------- | --------------- | --------------- | --------------- | --------------- |
| 12 試合         | (T)KO           | 一本            | 判定            | その他          | 引き分け        | 無効試合        |
| 6 勝            | 1               | 1               | 4               | 0               | 2               | 0               |
| 4 敗            | 0               | 2               | 2               | 0               | 2               | 0               |

| 勝敗 | 対戦相手             | 試合結果                        | 大会名                                                             | 開催年月日     |
| ○    | 裕希斗               | 5分2R終了 判定2-0               | PANCRASE 2008 SHINING TOUR                                         | 2008年3月26日  |
| ○    | 村山トモキ           | 5分2R終了 判定3-0               | PANCRASE 2007 RISING TOUR                                          | 2007年11月28日 |
| ○    | 曹竜也               | 1R 0:30 KO（右フック→パウンド） | PANCRASE 2007 RISING TOUR                                          | 2007年10月14日 |
| ○    | 山澤勇紀             | 5分2R終了 判定3-0               | PANCRASE 2007 RISING TOUR                                          | 2007年5月30日  |
| ×    | 宮城友一             | 5分2R終了 判定0-3               | PANCRASE REAL 2007 【ネオブラッド・トーナメント フェザー級 1回戦】 | 2007年4月8日   |
| △    | 柳澤雅樹             | 5分2R終了 判定0-1               | PANCRASE 2007 RISING TOUR                                          | 2007年2月28日  |
| ×    | 藤原大地             | 1R 0:39 膝十字固め              | PANCRASE 2006 BLOW TOUR                                            | 2006年10月25日 |
| ○    | 滝田J太郎            | 5分2R終了 判定3-0               | DEMOLITION                                                         | 2006年7月30日  |
| △    | ジョン・ロバート     | 5分2R終了 判定0-0               | D.O.G VI                                                           | 2006年6月11日  |
| ×    | 碓氷早矢手           | 5分2R終了 判定0-3               | MARS in 有明                                                       | 2006年2月4日   |
| ×    | ソン・オンシク       | 1R 3:40 腕ひしぎ十字固め        | HERO'S 2005 in SEOUL                                               | 2005年11月5日  |
| ○    | スティーブン・オカノ | 1R 2:54 フロントチョーク        | K-1 WORLD GP 2005 in HAWAII                                        | 2005年7月29日  |

### アマチュア総合格闘技
| 勝敗 | 対戦相手 | 試合結果                 | 大会名                                   | 開催年月日     |
| ×    | 柳澤雅樹 | 1R 2:56 アンクルホールド | 第7回パンクラス・ゲート×2 ワンマッチ大会 | 2004年12月12日 |

## 獲得タイトル
- レスリング アジアジュニア選手権 フリースタイル58kg級 優勝（2000年）